# Mauro Bubbico
Mauro Bubbico (Roma, 24 maggio 1928 – Milano, 1º dicembre 1991) è stato un politico italiano.

## Biografia
Nato a Roma nel 1928, laureato in giurisprudenza, esponente della Democrazia Cristiana, vicino alle posizioni di Amintore Fanfani, consigliere e assessore del Comune di Roma, Mauro Bubbico fu eletto deputato, per la prima volta, con le elezioni politiche del 1972, collegio di Roma - Viterbo - Latina - Frosinone, nella VI legislatura e confermato nelle quattro legislature successive. Dal 1979 al 1983 fu presidente della Commissione parlamentare per l'indirizzo generale e la vigilanza dei servizi radiotelevisivi.
Nel 1987 Bubbico fu nominato sottosegretario alla Presidenza del Consiglio nel breve periodo del sesto Governo Fanfani. Fu inoltre sottosegretario alla Difesa nel Governo De Mita e al Tesoro nel sesto e settimo Governo Andreotti.

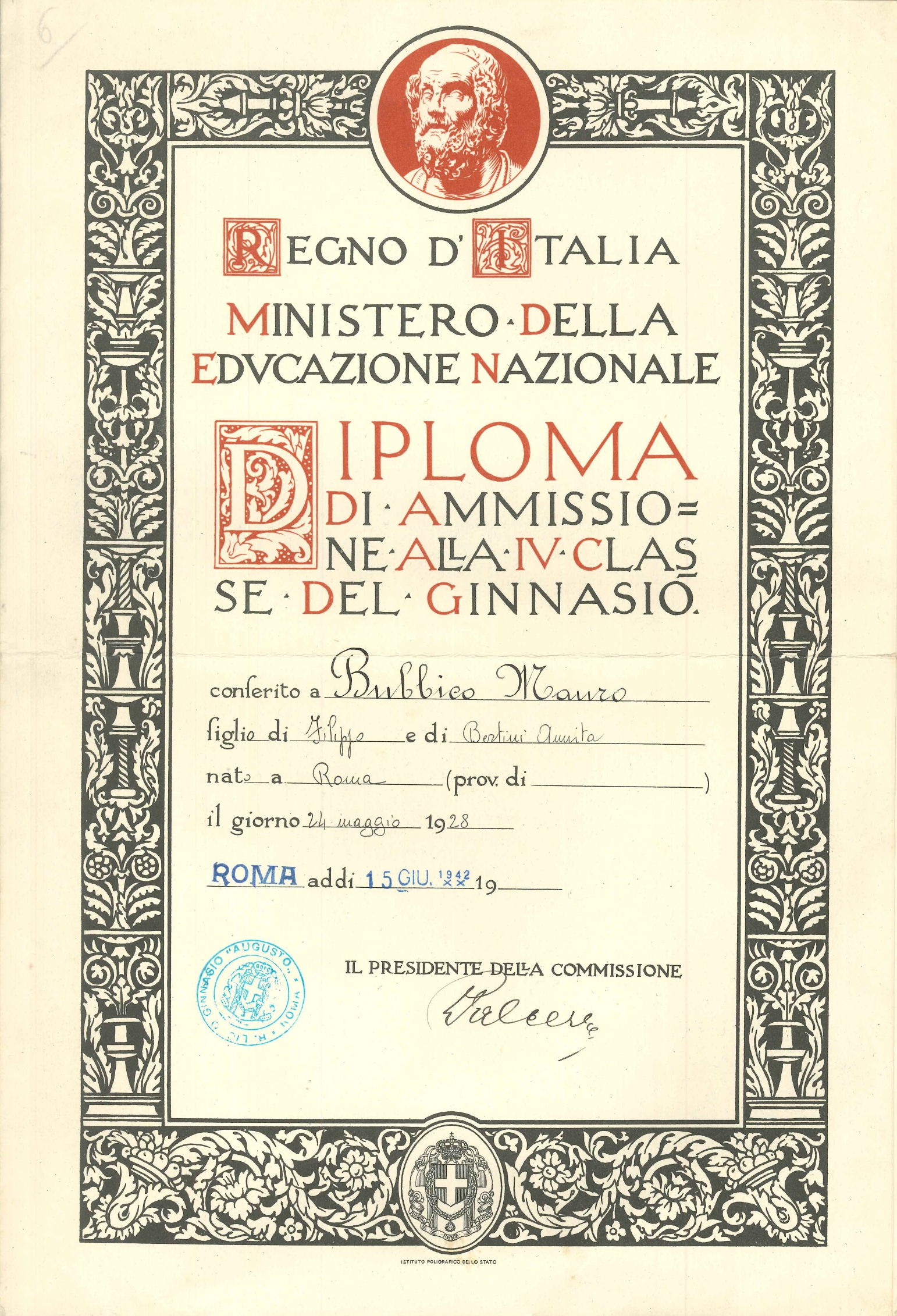
Diploma di ammissione alla IV classe del ginnasio di Mauro Bubbico. Collezione Sante Egadi (Milano).

Morì per un infarto, a 63 anni, in un albergo di Milano, dove si trovava per partecipare a una conferenza organizzativa del suo partito.